# Calocosmus magnificus
Calocosmus magnificus là một loài bọ cánh cứng trong họ Cerambycidae.